# Медаль герцога Ернста

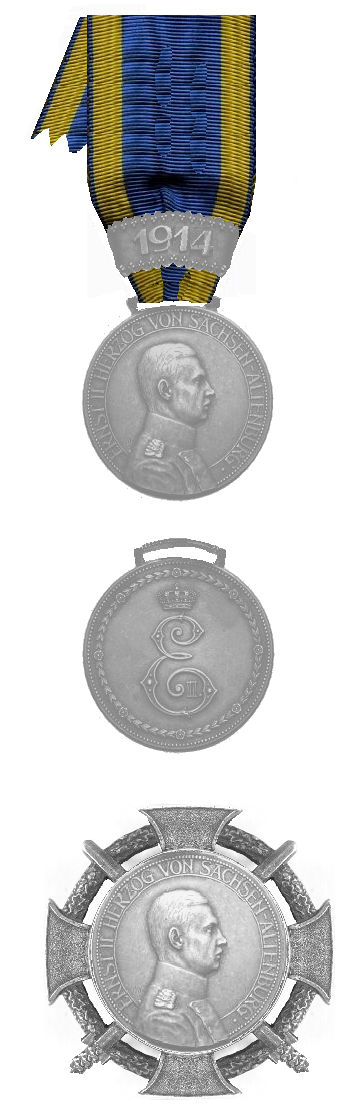
Згори вниз: аверс медалі 2-го класу з профілем Ернста II і стрічкою 1914, реверс медалі 2-го класу, аверс медалі 1-го класу.

Медаль герцога Ернста (нім. Herzog-Ernst-Medaille) — нагорода герцогства Саксен-Альтенбург, заснована 16 вересня 1906 року герцогом Ернстом I з нагоди його 80-річчя для відзначення всіх видів заслуг, особливо перед герцогським домом.

## Опис
Кругла срібна медаль. На аверсі зображений лівий профіль герцога Ернста I у військовій формі з накинутим на плечі плащем, оточений написом по колу ERNST HERZOG VON SACHSEN-ALTENBURG (укр. Герцог Ернст Саксен-Альтенбурзький). На реверсі зображена стилізована буква Е, увінчана герцогською короною, ліворуч — рік народження герцога 1826, праворуч — 1906, внизу — 16 SSEPTEMBER (укр. 16 вересня). З  1 серпня 1909 року на аверсі зображувався профіль герцога Ернста II, на реверсі — стилізована буква Е з числом II, оточена лавровим вінком.
31 серпня 1915 року до медалі була додана корона і срібна стрічка з написом 1914 для відзначення особливих заслуг в сфері охорони здоров'я і соціальної допомоги під час Першої світової війни. В тому ж році були введені мечі до медалі для відзначення бойових заслуг. За неодноразові бойові заслуги вручалась медаль з мечами і короною. Члени оточення герцога, які супроводжували його на полі бою, отримували медалі зі срібною застібкою на стрічці у вигляді трьох дубових листків з написом 1914/15.
Медаль носилась на лівому боці грудей на блакитній стрічці з лимонно-жовтими смугами по боках. 29 червня 1918 року була введена медаль 1-го класу у вигляді нагрудного георгіївського хреста з медаллю в центрі і схрещеними мечами позаду, оточеного вінком з дубового і лаврового листя.